# Chaumont-devant-Damvillers
Chaumont-devant-Damvillers è un comune francese di 46 abitanti situato nel dipartimento della Mosa nella regione del Grand Est.

## Società

### Evoluzione demografica
Abitanti censiti